# Aldo Angioi
Aldo Angioi (* 11. April 1927 in Rom; † 24. Oktober 2020) war ein italienischer Rechtswissenschaftler und Präsident des Europäischen Rechnungshofs (EuRH).

## Leben
Angioi studierte Rechtswissenschaften und schloss das Studium 1947 mit einem Magister ab. 1953 wurde er Richter am italienischen Rechnungshof. 1973 wurde er Mitglied des Internationalen Rechnungsprüfungsausschusses der NATO und im Folgejahr dessen Präsident. Im Oktober 1977 wurde er Gründungsmitglied des Europäischen Rechnungshofs (EuRH) und war dort u. a. für den Europäischen Entwicklungsfonds zuständig. Dem Europäischen Rechnungshof gehörte er bis zum 31. Dezember 1992 an, in den letzten beiden Jahren als dessen Präsident.